# Polaris Dawn
Polaris Dawn war ein mehrtägiger touristischer und zu Forschungszwecken genutzter Raumflug im September 2024. Der Flug wurde von dem US-amerikanischen Unternehmer und Piloten Jared Isaacman im Rahmen seines Polaris-Programms finanziert und organisiert. Wie bereits beim Projekt Inspiration4 charterte Isaacman dazu ein Crew-Dragon-Raumfahrzeug von SpaceX, mit dem er neue Rekorde und Pionierleistungen der bemannten Raumfahrt erbrachte, insbesondere den bislang höchsten bemannten Flug in einer Erdumlaufbahn und den ersten privaten Weltraumausstieg.

## Teilnehmer
Polaris Dawn war nach Inspiration4 und Axiom Mission 1 der dritte Orbitalflug, bei dem sich keine Mitarbeiter staatlicher Behörden wie bspw. der NASA an Bord befanden. Die Teilnehmer des Flugs waren im Februar 2022 bekanntgegeben worden:
- Jared Isaacman, Kommandant (2. Raumflug)
- Scott Poteet, Mitarbeiter von SpaceX, Pilot (1. Raumflug)
- Sarah Gillis, Mitarbeiterin von SpaceX, Missionsspezialistin (1. Raumflug)
- Anna Menon, Mitarbeiterin von SpaceX, Missionsspezialistin und Bordärztin (1. Raumflug)

## Ablauf
Die Crew Dragon startete am 10. September 2024 auf einer Falcon-9-Rakete vom NASA-Weltraumbahnhof Kennedy Space Center. Sie steuerte zunächst eine elliptische Umlaufbahn mit einem Apogäum (erdfernster Punkt) von etwa 1400 km Höhe an, womit der 1966 durch Gemini 11 aufgestellte Rekord von etwa 1370 km knapp überboten wurde. Dann wurde das Apogäum mit einem Bremsmanöver auf etwa 750 km abgesenkt, während das Perigäum (erdnächste Punkt) unverändert in 190 km Höhe lag. Während des Flugs führten Isaacman und Gillis den ersten Außenbordeinsatz privater Raumfahrer durch. Sie verließen dabei das Raumschiff nicht vollständig, sondern blieben in der geöffneten Luke stehen („Stand-Up-EVA“). Dazu wurden neue, von SpaceX entwickelte Raumanzüge verwendet.
Während des Flugs wollte die Crew 36 wissenschaftliche Experimente durchführen, insbesondere zur Auswirkungen von Raumflug und Weltraumstrahlung auf die menschliche Gesundheit. Zudem wurde eine Laserlink-Kommunikation über das Starlink-Netzwerk von SpaceX getestet. Gillis spielte im Raumschiff auf einer Violine das Rey’s Theme von John Williams und wurde dabei von mehreren Orchestern auf der Erde begleitet.
Fünf Tage nach dem Start wasserte die Crew Dragon vor der Küste Floridas.